# 内幌炭山駅
内幌炭山駅（ないほろたんざんえき）は、かつて樺太本斗郡内幌町に存在した南樺太炭鉱鉄道の駅である。

## 歴史
- 1931年（昭和6年）12月1日：内幌炭礦鉄道開通により開業[1]。後に南樺太炭鉱鉄道、さらに三菱石炭油化工業会社線の駅となる。
- 1945年（昭和20年）
  - 3月：三菱石炭油化工業は帝国燃料興業株式会社に合併されて、帝国燃料興業内幌線の駅となる。
  - 8月：ソ連軍が南樺太へ侵攻、占領し、駅を含め全線がソ連軍に接収される。
- 1946年4月1日：ソ連国鉄に編入。ロシア語駅名は「シャフタ サハリンスカヤ」。

## 運行状況
- 本斗駅 - 当駅間で1日4往復していた。

## 隣の駅
南樺太炭鉱鉄道
内幌駅 - 内幌炭山駅